# Пам'ятники Вільнянська

Вільнянськ. Меморіальний комплекс, 2009 рік

Пам'ятники Вільнянська віддзеркалюють багатогранну історію краю.
Основна тематика пам'ятників — Друга світова війна, Голодомор, Афганська війна, Християнські цінності, Чорнобильська катастрофа.

## Друга світова війна
На території міста розташований меморіальний комплекс слави на честь вояків Червоної Армії, загиблих у роки німецько-радянської війни та учасників військових подій в Афганістані, пам'ятник жертвам нацизму в Ароновому саду, нещодавно на вул. Бочарова встановлено пам'ятний знак у формі мальтійського хреста на честь 2000-річчя Різдва Христового.
Меморіал Слави у Вільнянську — це місце, де поховано 773 вояки Червоної армії, в тому числі — Герой Радянського Союзу Я. В. Бочаров. Пам'ятник на честь Я. В. Бочарова — протитанкова гармата — розміщена біля районного краєзнавчого музею. На західній околиці міста — пам'ятник на честь рейду 25-го танкового корпусу — танк Т-34.

Вільнянськ. Меморіальний комплекс, 2007 рік
Меморіальний комплекс, 2009 рік
Меморіальний комплекс, 2009 рік
Пам'ятник працівникам заводу ім. Т. Г. Шевченка, які загинули від час німецько-радянської війни.
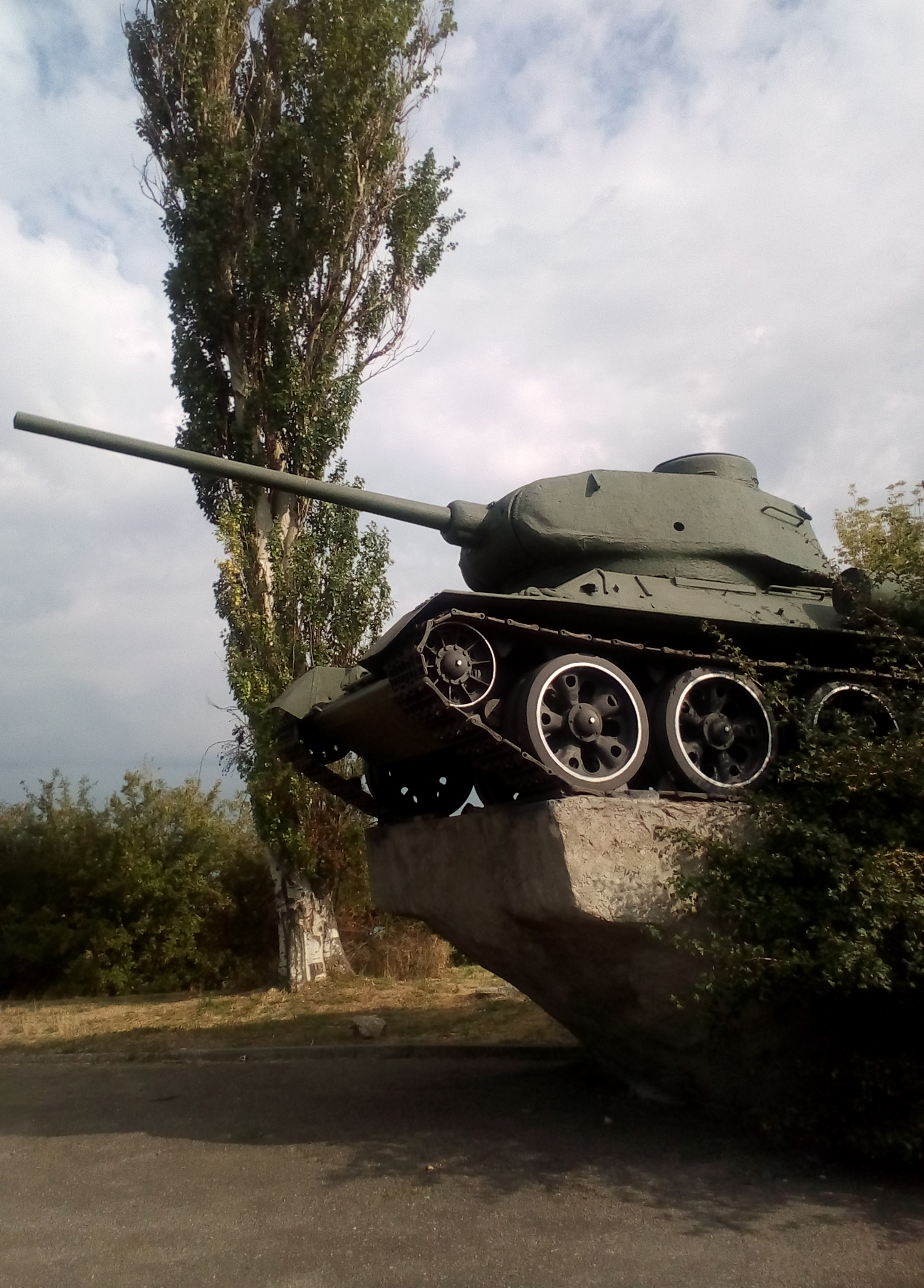
Пам'ятник на честь рейду 25-го танкового корпусу — танк Т-34.

## Афганська війна

Пам'ятник жертвам афганської війни.
Пам'ятник літак Л-29, Вільнянськ

## Християнство

Пам'ятний хрест на 2000-річчя від Різдва Христового.
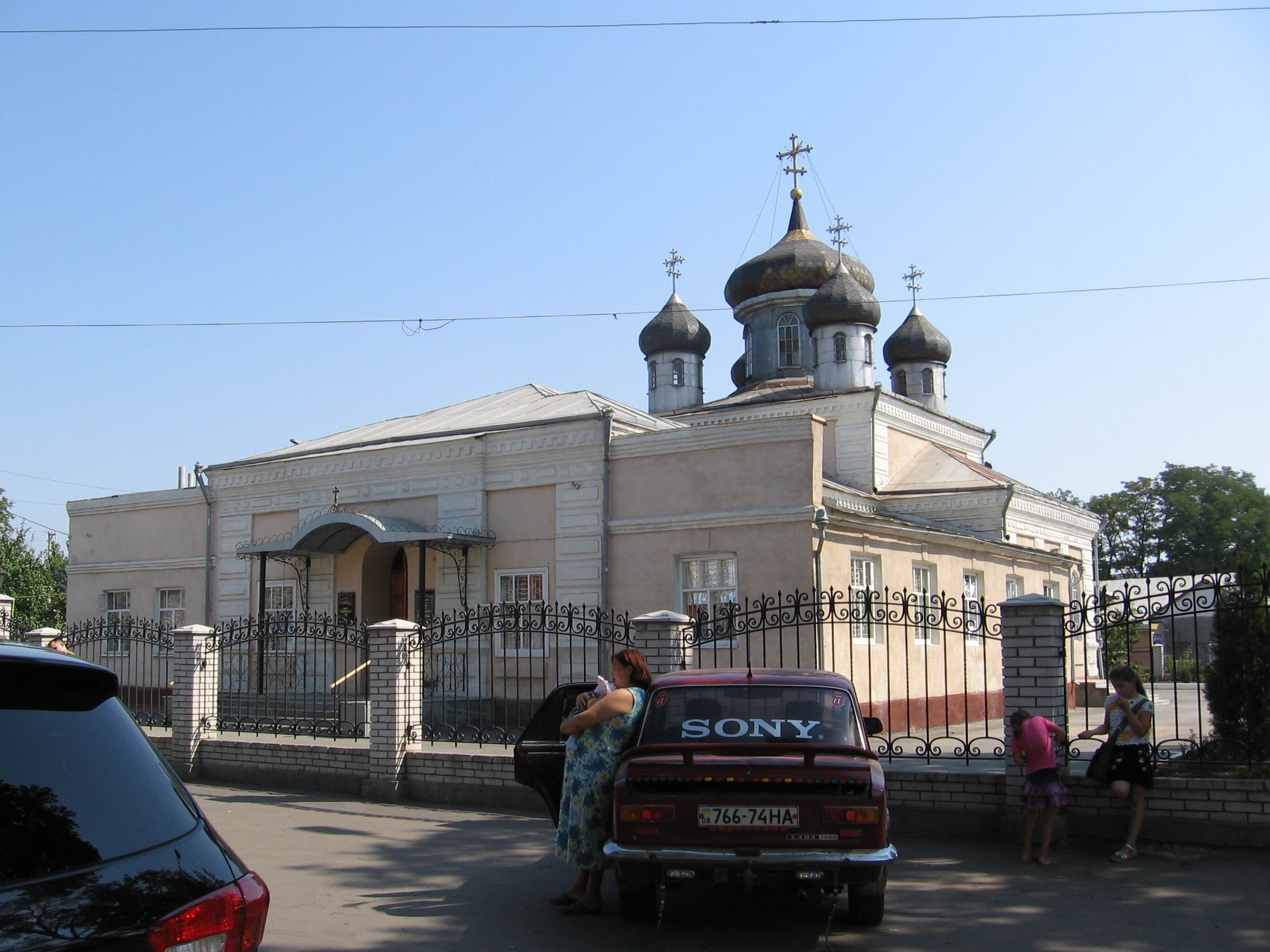
Вільнянськ. Свято-Володимирівський храм, 1902 року. Вигляд у 2007 році

## Голодомор

Пам'ятник жертвам Голодомору.
Пам'ятник жертвам Голодомору. Напис.

## Чорнобильська катастрофа

Пам'ятник ліквідаторам Чорнобильської катастрофи.

## Історія краю і м.Вільнянська

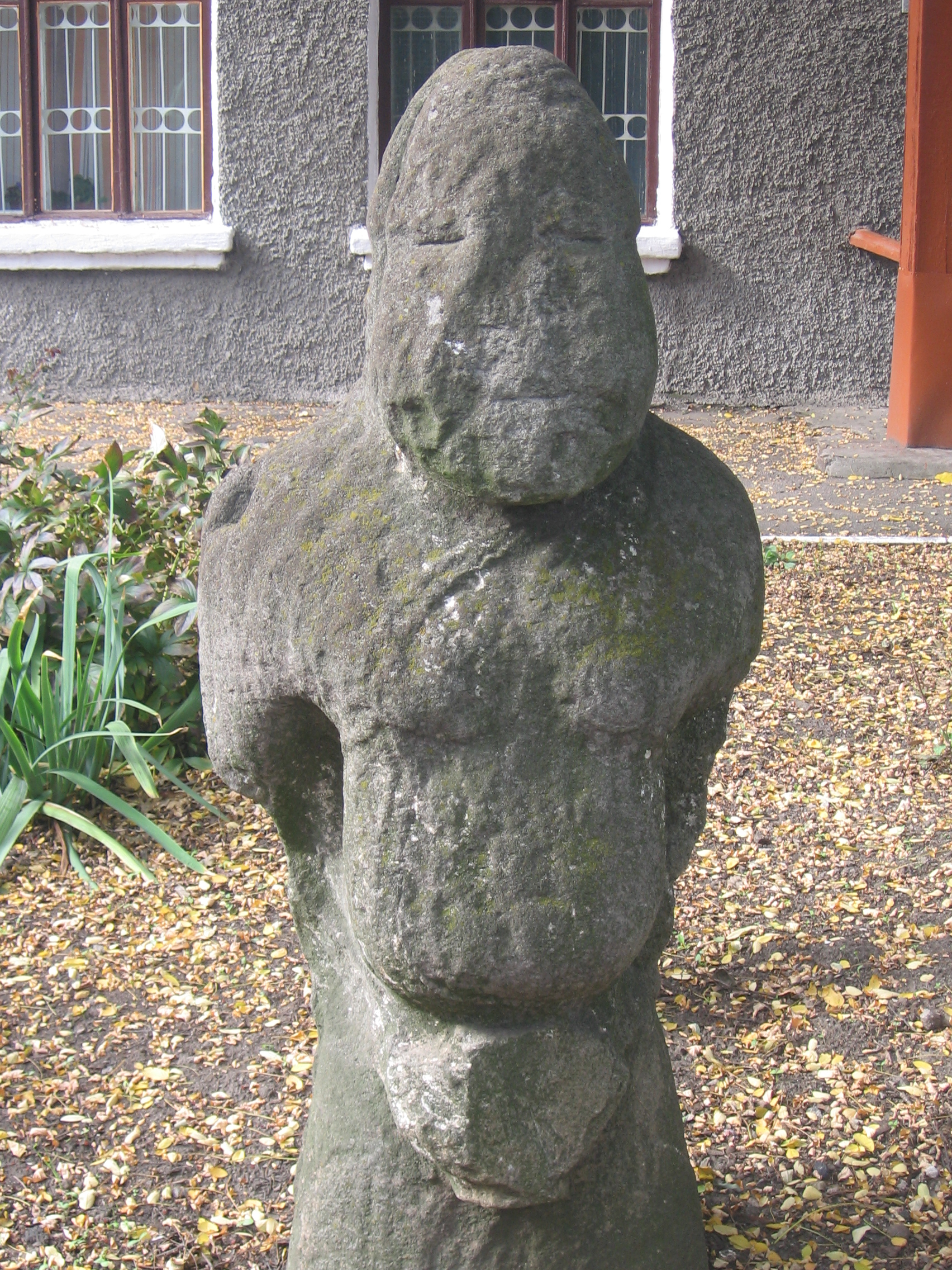
Старовинна «баба» — візитна картка багатотисячолітньої історії краю.
«Вільнянський завод імені Т. Г. Шевченка» — історичне для Вільнянська містотвірне підприємство
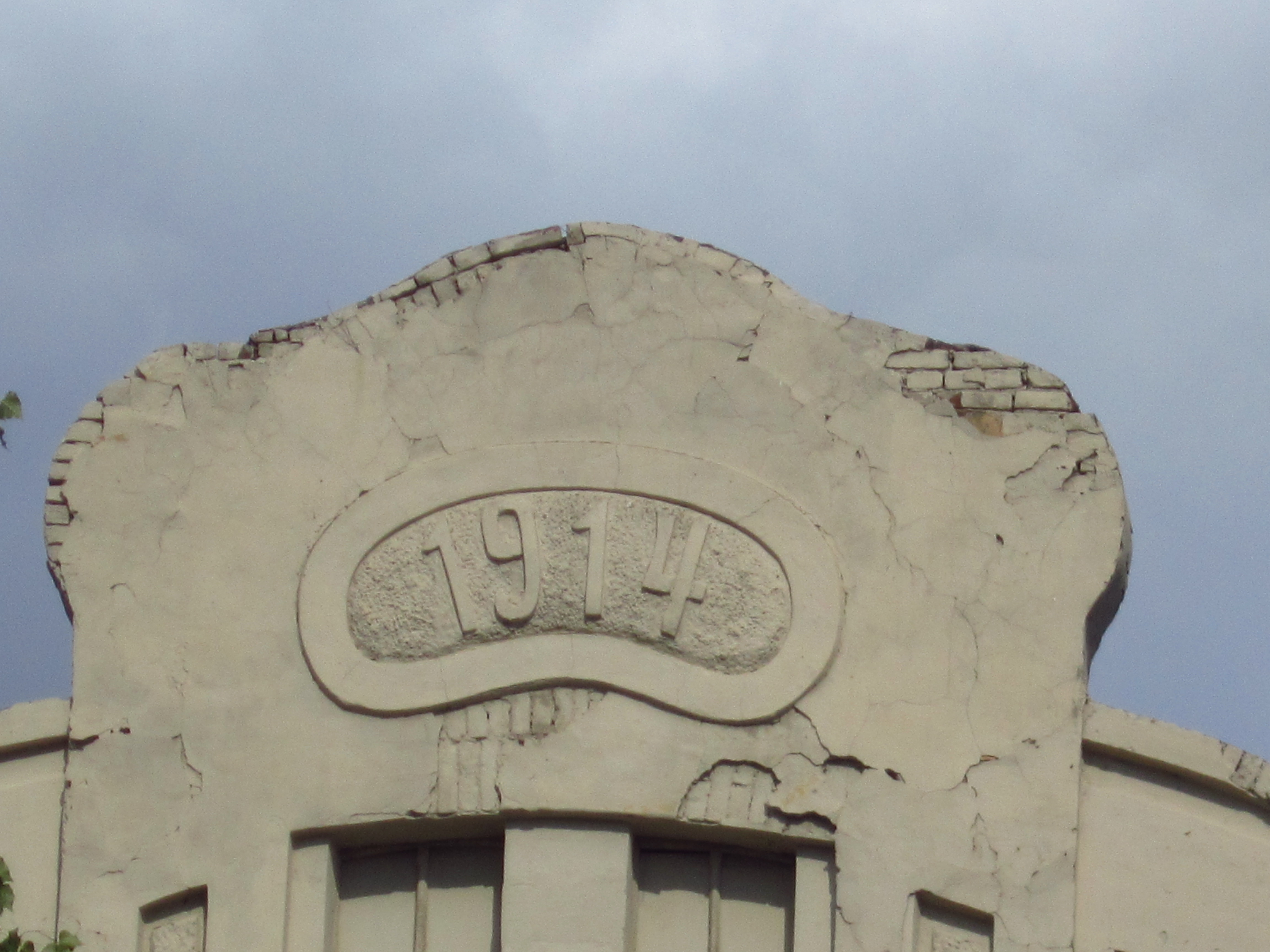
Фронтон, «Вільнянський завод імені Т. Г. Шевченка»
- Головна контора Заводу Классена. Будинок кінця XIX ст. — початку XX ст.
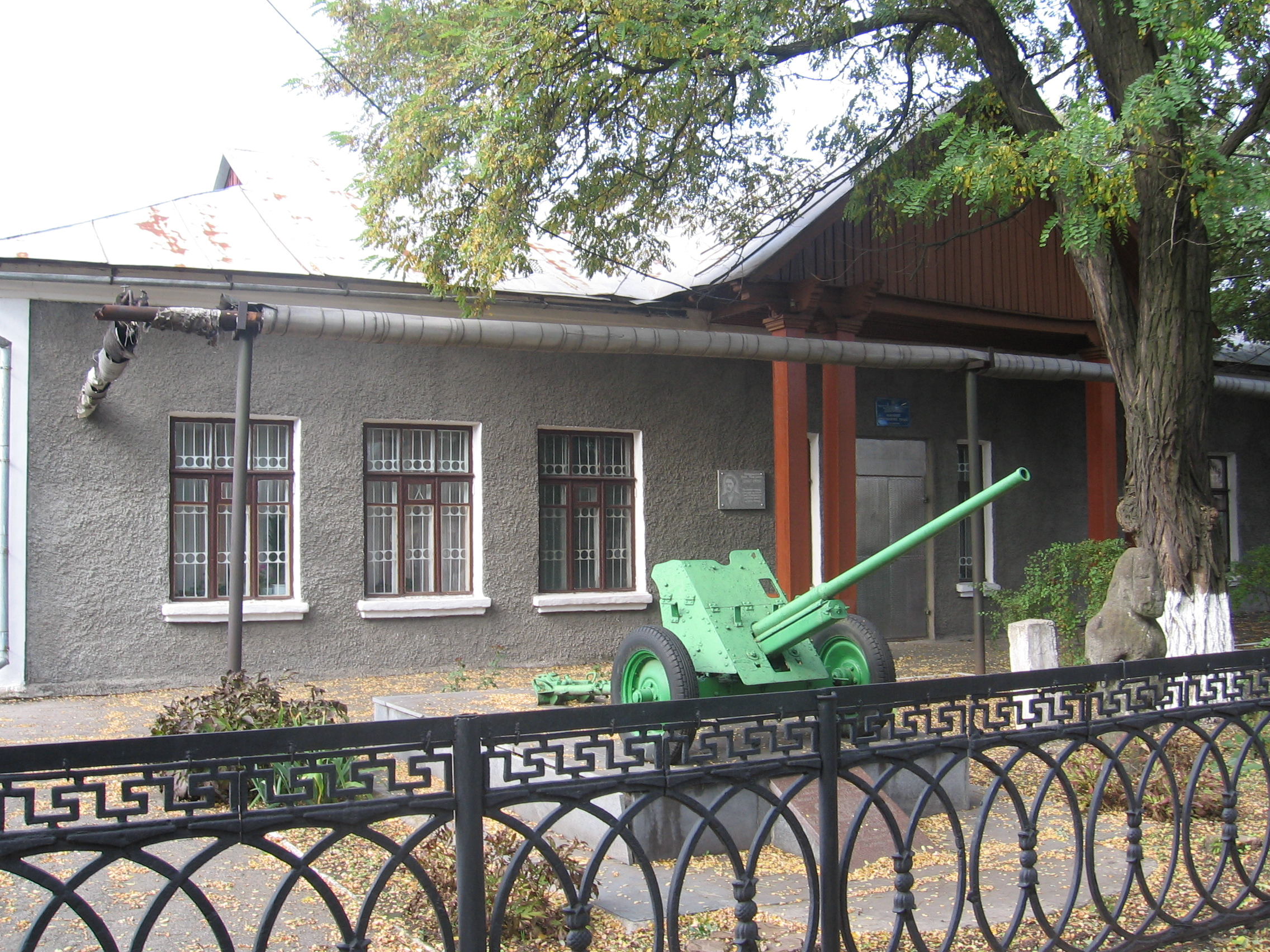
Вільнянський краєзнавчий музей